# Giochi parapanamericani
I Giochi parapanamericani (in inglese Parapan American Games) sono un evento multisportivo organizzato dal Comitato Paralimpico Americano che si tiene ogni quattro anni dopo i Giochi panamericani, al quale partecipano gli sportivi paralimpici del continente americano.

## Edizioni
| Anno | Edizione                     | Sede                 | Sede                 | Date                    | Paesi | Sport | Atleti |
| ---- | ---------------------------- | -------------------- | -------------------- | ----------------------- | ----- | ----- | ------ |
| 1999 | I Giochi parapanamericani    | Messico (bandiera)   | Messico (bandiera)   | 4 novembre 11 novembre  | 18    | 4     | 1000   |
| 1999 | I Giochi parapanamericani    | Città del Messico    | Messico              | 4 novembre 11 novembre  | 18    | 4     | 1000   |
| 2003 | II Giochi parapanamericani   | Argentina (bandiera) | Argentina (bandiera) | 3 dicembre 10 dicembre  | 28    | 9     | 1500   |
| 2003 | II Giochi parapanamericani   | Mar del Plata        | Argentina            | 3 dicembre 10 dicembre  | 28    | 9     | 1500   |
| 2007 | III Giochi parapanamericani  | Brasile (bandiera)   | Brasile (bandiera)   | 12 agosto 19 agosto     | 25    | 10    | 1115   |
| 2007 | III Giochi parapanamericani  | Rio de Janeiro       | Brasile              | 12 agosto 19 agosto     | 25    | 10    | 1115   |
| 2011 | IV Giochi parapanamericani   | Messico (bandiera)   | Messico (bandiera)   | 12 novembre 20 novembre | 24    | 13    | 1355   |
| 2011 | IV Giochi parapanamericani   | Guadalajara          | Messico              | 12 novembre 20 novembre | 24    | 13    | 1355   |
| 2015 | V Giochi parapanamericani    | Canada (bandiera)    | Canada (bandiera)    | 7 agosto 15 agosto      | 28    | 15    | 1615   |
| 2015 | V Giochi parapanamericani    | Toronto              | Canada               | 7 agosto 15 agosto      | 28    | 15    | 1615   |
| 2019 | VI Giochi parapanamericani   | Perù (bandiera)      | Perù (bandiera)      | 23 agosto 1º settembre  | 30    | 17    | 1890   |
| 2019 | VI Giochi parapanamericani   | Lima                 | Perù                 | 23 agosto 1º settembre  | 30    | 17    | 1890   |
| 2023 | VII Giochi parapanamericani  | Cile (bandiera)      | Cile (bandiera)      | 17 novembre 25 novembre |       |       |        |
| 2023 | VII Giochi parapanamericani  | Santiago             | Cile                 | 17 novembre 25 novembre |       |       |        |
| 2027 | VIII Giochi parapanamericani | Colombia (bandiera)  | Colombia (bandiera)  |                         |       |       |        |
| 2027 | VIII Giochi parapanamericani | Barranquilla         | Colombia             |                         |       |       |        |

## Sport
Sono riportati di seguito gli sport che hanno fatto parte del programma dei VI Giochi parapanamericani del 2019.
- Atletica leggera paralimpica
- Badminton
- Boccia
- Calcio a 5-un-lato
- Calcio a 7-un-lato
- Ciclismo
- Goalball
- Judo
- Nuoto

- Pallacanestro in carrozzina
- Pesistica
- Rugby in carrozzina
- Sitting volley
- Taekwondo
- Tennis in carrozzina
- Tennistavolo
- Tiro

### Discipline soppresse
- Equitazione (2003)
- Scherma in carrozzina (2003)
- Tiro con l'arco (2011, 2015)

## Medagliere
Nel corso delle prime sei edizioni dei Giochi, le medaglie sono state assegnate alle seguenti nazioni:
| Posizione | Paese             | Oro  | Argento | Bronzo | Totale |
| --------- | ----------------- | ---- | ------- | ------ | ------ |
| 1         | Brasile           | 585  | 424     | 358    | 1367   |
| 2         | Messico           | 402  | 376     | 302    | 1080   |
| 3         | Stati Uniti       | 220  | 239     | 204    | 663    |
| 4         | Argentina         | 181  | 200     | 216    | 597    |
| 5         | Canada            | 146  | 153     | 137    | 436    |
| 6         | Cuba              | 107  | 81      | 59     | 247    |
| 7         | Colombia          | 98   | 113     | 115    | 326    |
| 8         | Venezuela         | 70   | 78      | 112    | 260    |
| 9         | Cile              | 20   | 22      | 30     | 72     |
| 10        | Uruguay           | 17   | 14      | 11     | 42     |
| 11        | Perù              | 13   | 10      | 14     | 37     |
| 12        | Porto Rico        | 9    | 6       | 8      | 23     |
| 13        | Ecuador           | 8    | 7       | 12     | 27     |
| 14        | Giamaica          | 7    | 12      | 6      | 25     |
| 15        | Costa Rica        | 5    | 6       | 8      | 19     |
| 16        | Trinidad e Tobago | 4    | 1       | 3      | 8      |
| 17        | Bermuda           | 3    | 1       | 0      | 4      |
| 18        | El Salvador       | 2    | 1       | 1      | 4      |
| 19        | Guatemala         | 1    | 0       | 0      | 1      |
| 20        | Rep. Dominicana   | 0    | 4       | 4      | 8      |
| 21        | Panama            | 0    | 2       | 1      | 3      |
| 22        | Bolivia           | 0    | 1       | 1      | 2      |
| 23        | Nicaragua         | 0    | 0       | 4      | 4      |
| 24        | Paraguay          | 0    | 0       | 1      | 1      |
| Totale    | Totale            | 1898 | 1751    | 1607   | 5256   |